# Tortricidia
Tortricidia is een geslacht van vlinders van de familie slakrupsvlinders (Limacodidae).

## Soorten
- T. bicolorata Barnes & McDunnough, 1912
- T. flexuosa (Grote, 1880)
- T. pallida (Herrich-Schäffer, 1854)
- T. testacea Packard, 1864